# Sân bay quốc tế Moshoeshoe I
Sân bay quốc tế Moshoeshoe I (IATA: MSU, ICAO: FXMM) là một sân bay quốc nằm ở ngoại vi Maseru, Lesotho, ở thị xã Mazenod, cách trung tâm Maseru 20 km. Sân bay này có 2 đường cất hạ cánh dài 3200 m và 1010 m có bề mặt rải bê tông nhựa.

## Các hãng bay theo lịch trình
Hiện có các hãng sau hoạt động tại sân bay này, kết nối với Johannesburg.
- South African Airways (của hãng South African Airlink) (Johannesburg)